# Бёрч, Кэрол
Кэрол Бёрч (род. 1951[…], Манчестер, Ланкашир) — английская писательница, лектор и книжный критик. Также преподаёт творческое письмо.

## Биография
Бёрч родилась в Манчестере. Ее родители познакомились на заводе по производству вооружений в военное время. Её отец, металлург, также играл на тромбоне в манчестерской джазовой группе The Saints. Изучала английский язык в Килском университете. Прожив некоторое время в лондонском районе Ватерлоо (который станет местом действия её первого романа) она переехала в графство Корк, Ирландия, к своему первому мужу, художнику, взяла его фамилию и занялась писательством, но вернулась в Лондон, где их брак распался.
В 1989 году Бёрч и её второй муж, Мартин Батлер, переехали обратно на Северо-Запад. В настоящее время она живет с семьёй в Ланкастере, где её муж преподаёт в колледже Ланкастера и Моркамба.

## Награды
Автор двенадцати романов, Бёрч получила премию Дэвида Хайэма за лучший дебютный роман года в 1988 году за «Жизнь во дворце» и мемориальную премию Джеффри Фабера за роман «Туманная линия» в 1991 году. В 2003 году её роман «Повернуть домой» вошел в лонг-лист Букеровской премииа. Её роман «Зверинец Джемрака» вошёл в лонг-лист премии Оранж 2011 года и в шорт-лист Букеровской премии 2011 года, а отрывок из него был опубликован в «Нью-Йорк Таймс».
В 2014 году Бёрч была удостоена почётной докторской степени в области литературы Ланкастерского университета.

## Влияние
Среди писателей из рабочего класса, оказавших на неё влияние, — соотечественники Бёрч из Ланкастера Шелах Дилейни и Луис Голдинг, а также валлиец Говард Спринг.

## Произведения
- Life in the Palace (1988)
- The Fog Line (1989)
- The Unmaking (1992)
- Songs of the West (1994)
- Little Sister (1998)
- Come Back, Paddy Riley (1999)
- Turn Again Home (2003)
- In a Certain Light (2004)
- The Naming of Eliza Quinn (2005)
- Scapegallows (2007): A novel based on the life of Margaret Catchpole
- «Зверинец Джемрака» / Jamrach’s Menagerie (2011)
- Orphans of the Carnival (2016)